# Epelis roseidaria
Epelis roseidaria là một loài bướm đêm trong họ Geometridae.